# Stenosoma appendiculatum
Stenosoma appendiculatum es una especie de crustáceo isópodo marina de la familia Idoteidae.

## Distribución geográfica
Se distribuye por el Atlántico nororiental, desde las costas de Francia hasta las de la península ibérica, y el Mediterráneo occidental.